# Jean De Naeyer
Jean Ghislain De Naeyer (Meerbeke, 25 mei 1808 - Gent, 24 december 1875) was een Belgisch volksvertegenwoordiger.

## Levensloop
Hij was een zoon van de landbouwer Martin De Naeyer en van Josine Snoeck. Hij was getrouwd met Marie Loncke en, in tweede huwelijk, met Angelique Van Achte. Hij was de schoonvader van senator Charles Van Vreckem.
Hij promoveerde tot doctor in de rechten aan de Rijksuniversiteit Gent (1832) en was zijn hele leven advocaat aan de balie van Gent. 
Van 1838 tot 1843 was hij provincieraadslid in Oost-Vlaanderen. In 1843 werd hij verkozen tot katholiek volksvertegenwoordiger voor het arrondissement Aalst en bleef dit tot in 1847. In 1852 werd hij opnieuw verkozen en vervulde opnieuw het mandaat tot hij in 1874 werd opgevolgd door Charles Woeste. Hij was herhaaldelijk ondervoorzitter van de Kamer en in 1856-1857 was hij voorzitter.